# Eugenia Crenovich
Eugenia Crenovich, conocida por su pseudónimo Yente, (Buenos Aires, 6 de noviembre de 1905 – 28 de noviembre de 1990) fue una pintora, ilustradora, ensayista y artista argentina, pionera del arte abstracto en América Latina.

## Biografía
Crenovich perteneció a una familia judía originaria de Ucrania que llegó a Argentina en el siglo XIX. Formaban parte de los dos millones de judíos que emigraron a América desde territorio ruso huyendo del antisemitismo y que en su caso se instalaron en una de las colonias fundadas por el barón Hirsch. Recibió clases de dibujo desde pequeña en su casa.
Estudió Filosofía en la Universidad de Buenos Aires hasta 1932. Durante ese periodo se caracterizó por las caricaturas, tanto del profesorado como de personajes del ambiente artístico, así las actrices Lillian Gish, Dolores Costello y Greta Garbo, quienes aparecieron recreadas en el número de marzo de 1931 de la revista mensual de arte y teatro Máscaras. Escogió el pseudónimo artístico de Yente que significa "mujer noble".  
Posteriormente asistió al taller del artista plástico Vicente Puig en Buenos Aires y, ese mismo año de 1932, comenzó a estudiar en la Escuela de Bellas Artes de la Universidad de Santiago de Chile donde recibió clases de pintura y composición con el pintor Hernán Gazmuri, entre 1933 y 1935.
Conoció al pintor y escultor Juan Del Prete en 1935 y fueron compañeros de vida hasta la muerte del artista ítalo-argentino en 1987.

## Trayectoria
Yente participó desde los inicios de la abstracción en Argentina, a partir de 1937 y fue la primera mujer artista del país que la practicó. Artista de vanguardia, fue una de las más consecuentes en explorar algunos de los lenguajes de ruptura. Su producción abarcó tanto las caricaturas y representaciones de los primeros tiempos, como las pinturas y los objetos geométricos de las décadas del 30 y del 40, sus obras abstractas libres de los años 50 y las figuraciones expresionistas que predominaron en las décadas siguientes, así como los trabajos con collages, utilizando papeles, fotos y cartas manuscritas de los años 60.
A partir de los años 40 recurrió al collage, incorporando en 1945 objetos constructivos de celotex, un material blando con el que puede tallar fácilmente. Después lo utilizó más decididamente en los años 60, sobre todo utilizando materiales encontrados en su entorno familiar.
A finales de los 50 combinó lanas, hilos de colores y pintura para la realización de sus tapices abstractos, volcándose hacia el impresionismo abstracto.
A lo largo de su carrera, confeccionó más de 20 libros ilustrados (entre 1938-1984), que no llegaron a editarse. Esos trabajos contienen narraciones ajenas o propias, incluso autobiográficas, e incorpora de vez en cuando algunas frases que van construyendo las historias narradas a través de las imágenes.
Su obra atravesó diversas fases, con vinculaciones tanto al post-cubismo, al constructivismo geométrico y a la abstracción libre. Siguiendo la gestualidad propia del informalismo empleó empastes gruesos y expresivos pero utilizando colores brillantes, matizados con tonalidades sutiles y finas transparencias, características contrarias del movimiento. Mantiene la figuración desde sus inicios, por ello siempre se inclinó por el dibujo de trazo preciso con acabado delicado.

### Exposiciones
Sus obras forman parte de las colecciones del Museo de Arte Latinoamericano de Buenos Aires – MALBA; Museo de Arte Moderno de Buenos Aires – MAMBA; Museo Castagnino + Macro; Museo de Artes Plásticas Eduardo Sívori; Museo Provincial de Bellas Artes de Santa Fe Rosa Galisteo de Rodríguez; Museo Judío de Buenos Aires; The Israel Museum, Jerusalén; The Museum of Modern Art – MoMA, entre otros; y de destacadas colecciones privadas en Argentina, Chile, Italia, Alemania, Israel y Estados Unidos.

## Premios y reconocimientos
En 1937, Yente obtuvo el primer Premio en el Salón del Centenario de Valparaíso, en Chile. Dos años después, en 1939, logró el Premio José Lozano Moujan concedido en el Salón de la Sociedad de Acuarelistas y Grabadores por su obra Los hijos de Jacob. En julio de 1940, la Comisión Nacional de Cultura le concedió un premio por su obra Libro de Navidad. Meses después, en noviembre, obtuvo el Primer Premio en la Sección del Libro en el Salón de la Sociedad de Acuarelistas y Grabadores.
Años más tarde, en 1944, recibió el Premio Dirección de Bellas Artes del Salón de la Ilustración de la ciudad de La Plata por Florecillas de San Francisco y Poesías de Francis Jammes. En 1946, Yente consiguió el Premio A. González Garaño en el XXXI Salón Anual de la Sociedad de Acuarelistas y Grabadores. A comienzos de la década de los 50, recibió el Primer Premio a la Ilustración del Libro del XXXV Salón Anual de la Sociedad de Acuarelistas y Grabadores. El Salón del Automóvil Club Argentino le concedió el Primer Premio Adquisición de Pintura en 1958.